# Classe Mogador
La Mogador era una classe di cacciatorpediniere francesi, di cui facevano parte le due navi Mogador e Volta. Le ultime e più potenti navi francesi di tale categoria erano praticamente degli incrociatori leggeri, con 8 cannoni da 138 mm e 10 siluri. Molto grandi, decisamente costosi, derivavano dai 6 vascelli classe Le Fantasque e possedevano, oltre all'armamento da incrociatore leggero, anche un apparato propulsivo potentissimo (oltre 80.000 hp) capace di far loro superare (si parla di navi da circa 4.000 tonnellate) anche i 40 nodi di velocità.

## Funzione

Contre-torpilleur Mogador (1939)

Il loro compito, essendo definiti contre-torpilleurs non era tanto il contrasto alle torpediniere minori e ai sottomarini, quanto ai cacciatorpediniere veri e propri, nell'ambito della guerra privata tra i progettisti italiani e francesi, dovuta alla parità - nel dislocamento complessivo della flotta - che l'Italia aveva ottenuto nel Trattato di Washington con la Francia, e che accese a quel punto la competizione esasperata per la qualità delle singole navi varate.
La scarsissima elevazione (30°) dei suoi pezzi principali rendeva però queste navi, almeno nella configurazione iniziale, inermi verso gli attacchi aerei.

## Servizio
Il Mogador, dopo la resa della Francia del giugno 1940, si trasferì a Mers-el-Kébir con parte della flotta d'alto mare. All'inizio di luglio 1940 la flotta britannica si presentò davanti alla rada intimando la resa alle navi francesi presenti, al rifiuto di queste le navi britanniche aprirono il fuoco su quelle dell'ex-alleato. I britannici temevano che i francesi cedessero la flotta agli italo-tedeschi, rovesciando così i rapporti di forza nel Mediterraneo e, soprattutto, data la dislocazione della flotta francese, nell'Atlantico; pertanto, minacciarono la distruzione o l'affondamento della flotta francese presente nella rada africana.
Iniziate le ostilità, le corazzate e gli aerei britannici attaccarono le unità della Marine Nationale, affondando la corazzata Bretagne e causando danni ad altre navi, senza tuttavia annientare totalmente le forze navali bersagliate. Il Mogador stava aumentando la velocità per uscire dalla rada mentre arrivò un proiettile di una corazzata britannica, e si ritrovò la poppa letteralmente asportata dall'impatto e dall'esplosione delle cariche di profondità.
Il Volta (in servizio) e il Mogador (in riparazione) saranno affondati durante l'autoaffondamento della flotta francese a Tolone il 27 novembre 1942.

## Unità
| Nome    | Cantiere                                 | Varo             | In servizio   | Disarmo                       |
| Mogador | Arsenale di Lorient                      | 9 giugno 1937    | 8 aprile 1939 | affondato il 27 novembre 1942 |
| Volta   | Ateliers e cantieri di Bretagna a Nantes | 26 novembre 1936 | 6 marzo 1939  | affondato il 27 novembre 1942 |
| Kléber  | -                                        | -                | -             | -                             |
| Marceau | -                                        | -                | -             | -                             |
| Hoche   | -                                        | -                | -             | -                             |
| Desaix  | -                                        | -                | -             | -                             |